# Rosa macrophylla
Rosa macrophylla — вид рослин з родини розових (Rosaceae); поширений в Афганістані, пн. Пакистані, пн. Індії, Бутані, Непалі, пд.-зх. Китаї.

## Опис

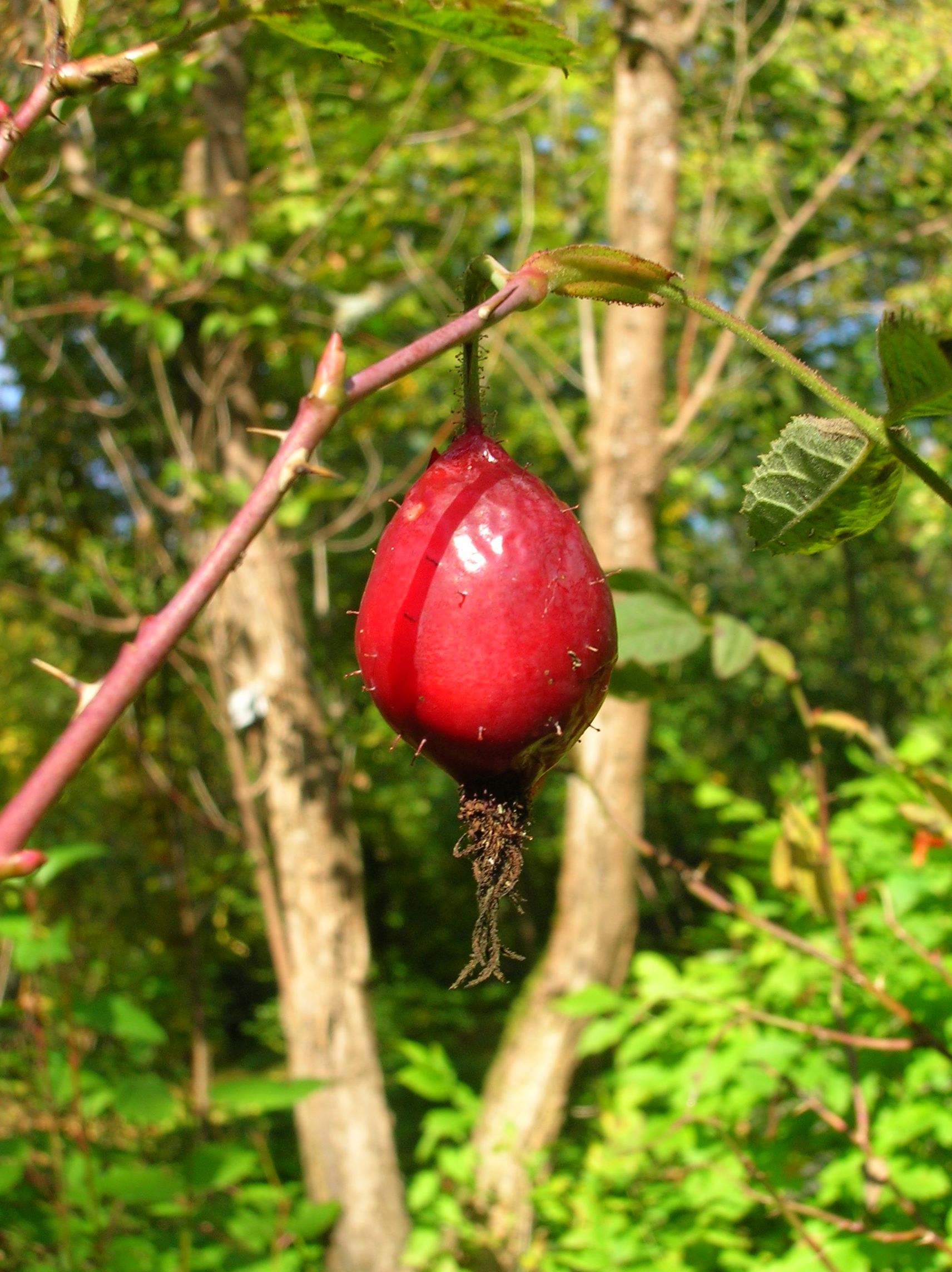
плід шипшини

Кущ до 3(4) м заввишки. Гілочки жовтувато-коричневі. Колючки зазвичай попарно біля основи листя, прямі, квітучі стебла часто безколючкові. Листки змінної форми, завдовжки 5–25 см; листочків 5–11, просто або двічі дрібнозубчасті, завдовжки (10)20–50(70) мм, еліптичні або ланцетні, рідше обернено-яйцюваті, гострі або тупі на верхівці, тьмяно-зелені зверху, зелені, а іноді й сизуваті знизу. Квітки з приквітками, поодинокі або 2–3(5) у пучку; 3–5(7) см у діаметрі, зазвичай червоні; чашолистки цілісні, довгі, на верхівці розширені, при плодах прямовисні або висхідні, стійкі. Плоди шипшини змінної величини, зазвичай довгасто-яйцюваті, з чітко вираженою шийкою, вкриті залозами, рідко гладкі, червоні, коли дозрівають.
Період цвітіння: серпень.

## Поширення
Поширений в Афганістані, пн. Пакистані, пн. Індії, Бутані, Непалі, пд.-зх. Китаї.